# Stéphane Mbia
Stéphane Mbia Etoundi (Yaoundé, 20. svibnja 1986.) je kamerunski nogometaš koji trenutačno igra za kineski nogometni klub Wuhan Zall FC i član kamerunske nogometne reprezentacije.

## Karijera
Igrati je počeo u Douali odnosno u poznatoj Kadji Sports Academy. 2004. prelazi u Stade Rennais (isprva igrao za B momčad) za koji je odigrao 105 utakmica i kao veznjak postigao 6 golova. U ljeto 2009. prelazi u Olympique de Marseille.
Od 2005. godine nastupa za kamerunsku reprezentaciju. Bio je dio reprezentacije na svjetskim prvenstvima 2010. i 2014. godine.

## Vanjske poveznice
- Profil na Transfermarktu
- Profil na Soccerwayu